# Cottonwood Falls (Kansas)
Cottonwood Falls é uma cidade localizada no estado americano de Kansas, no Condado de Chase.

## Demografia
Segundo o censo americano de 2000, a sua população era de 966 habitantes.
Em 2006, foi estimada uma população de 955, um decréscimo de 11 (-1.1%).

## Geografia
De acordo com o United States Census Bureau tem uma área de
1,5 km², dos quais 1,5 km² cobertos por terra e 0,0 km² cobertos por água. Cottonwood Falls localiza-se a aproximadamente 372 m acima do nível do mar.

## Localidades na vizinhança
O diagrama seguinte representa as localidades num raio de 28 km ao redor de Cottonwood Falls.